# Enteritis
Enteritis is een ontsteking (-itis) van de darmen, meestal vooral de dunne darm. Meestal gaat dit gepaard met buikpijn, buikkrampen en diarree. Is er tegelijkertijd ook sprake van een ontsteking van de maag (gekenmerkt door misselijkheid en overgeven) dan spreekt men van gastrenteritis. Is er specifiek sprake van ontsteking van het colon dan spreekt men bij voorkeur van colitis.
Van dit beeld bestaan vele oorzaken, zowel infectieuze als niet-infectieuze. Meestal wordt echter vooral op voorbijgaande darminfecties gedoeld.
- Viraal: bijvoorbeeld rotavirus, norovirus
- Bacterieel: Salmonella, dysenterie door Shigella, Yersinia, Campylobacter, Clostridium difficile
- Parasitair: amoebiasis, Giardia lamblia, Blastocystis hominis
- Anders: ziekte van Crohn, colitis ulcerosa